# Bomo (Rogojampi)
Bomo is een bestuurslaag in het regentschap Banyuwangi van de provincie Oost-Java, Indonesië. Bomo telt 5279 inwoners (volkstelling 2010).